# Tihuatlán
Tihuatlán es una localidad del estado mexicano de Veracruz. Es cabecera del municipio de Tihuatlán.

## Demografía
| Censo | Población |
| ----- | --------- |
| 1900  | 1 627     |
| 1910  | 1 575     |
| 1921  | 1 412     |
| 1930  | 2 152     |
| 1940  | 1 943     |
| 1950  | 2 632     |
| 1960  | 4 460     |
| 1970  | 6 198     |
| 1980  | 9 861     |
| 1990  | 10 335    |
| 1995  | 11 197    |
| 2000  | 11 791    |
| 2005  | 12 765    |
| 2010  | 14 417    |
| 2020  | 15 305    |